# Магдалена (Халиско)
Магдалена (исп. Magdalena) — небольшой город в Мексике, в штате Халиско, входит в состав одноименного муниципалитета и является его административным центром. Численность населения, по данным переписи 2020 года, составила 16 873 человека.

## Общие сведения
Название Magdalena дано в честь святой Марии Магдалины.
До прихода испанцев в этих местах проживали племена текуэков.
В 1530 году регион был завоёван конкистадорами во главе с Кристобалем де Оньятом.
В 1604 году францисканскими монахами был основан монастырь вблизи индейской деревни Хочитепек.
Магдалена расположена в 80 км к северо-западу от столицы штата, города Гвадалахара, на федеральной трассе 15.

## Население
| Год  | Численность | Численность |
| ---- | ----------- | ----------- |
| 2000 | 13 471      | [ 7 ]       |
| 2005 | 14 426      | [ 8 ]       |
| 2010 | 16 214      | [ 9 ]       |
| 2020 | 16 873      | [ 10 ]      |